# Wielisława Warzywoda-Kruszyńska
Wielisława Kazimiera Warzywoda-Kruszyńska (ur. 31 października 1944 w Łodzi) – polska socjolog, profesor zwyczajny, dyrektor Instytutu Socjologii Uniwersytetu Łódzkiego, wyspecjalizowana w badaniach nad biedą, wykluczeniem społecznym i socjologią rodziny.

## Życiorys
W 1967 została magistrem socjologii pracy, w 1973 doktoryzowała się w zakresie socjologii, a habilitowała się w 1986 z w tym samym zakresie. W 1993 została profesorem nauk humanistycznych. W trakcie swojej kariery zawodowej była na Uniwersytecie Łódzkim m.in.: kierownikiem Zakładu Socjologii Ogólnej (1986–2008), prodziekanem Wydziału Ekonomiczno-Socjologicznego (1987–1990), kierownikiem Ośrodka Kształcenia Służb Społecznych (1996–1999), dyrektorem Instytutu Socjologii (1999–2015), członkiem Senatu (1999–2005), kierownikiem Katedry Socjologii Ogólnej (1981–2008) i kierownikiem Katedry Socjologii Stosowanej i Pracy Socjalnej (2008–2015).
Utworzyła szkołę naukową nazywaną Łódzką Szkołą Badań nad Biedą i Pomocą Społeczną. Zapoczątkowane przez nią w 1992 badania nad ubóstwem w Łodzi stanowiły wyznacznik dla badaczy z innych ośrodków naukowych. W 2002 została laureatką w Programie Mistrz Fundacji na Rzecz Nauki Polskiej. Jest też laureatką nagrody im. Stefana Nowaka (za badania nad ekologią i dynamiką biedy w wielkim mieście – 2011) oraz nagrody Komitetu Nauk o Pracy i Polityce Społecznej PAN za najlepszą publikację z roku 2009, jak również Nagrody Miasta Łodzi w 2011. 

## Praca redakcyjna
Współredagowała takie czasopisma jak: Folia Sociologica, Acta Universitatis Lodziensis, Przegląd Socjologiczny, Problemy Polityki Społecznej, czy European Studies on Inequality and Social Cohesion. Była też członkiem Uczelnianej Komisji Wydawniczej Uniwersytetu Łódzkiego.

## Członkostwo
Była członkinią m.in.: Polskiego Towarzystwa Socjologicznego (od 1970), Łódzkiego Towarzystwa Naukowego (od 1992), National Council on Family Relations (od 1993), International Sociological Association (wiceprzewodnicząca WOG5 w 1997, członkini – od tego samego roku), Comparative Research on Poverty, European Sociological Association (od 1997, była tu inicjatorką Research Stream Rethinking Inheritance of Inequalities), Fundacji Instytut Gospodarki i Społeczeństwa (wiceprzewodnicząca zarządu), Centre of Excellence in Knowledge, Komitetu Naukowego Podstaw Wsparcia Wspólnoty, Rady Programowej przy Rzeczniku Praw Dziecka, Rady Programowej Fundacji na Rzecz Przeciwdziałania Bezradności Społecznej przy Rzeczniku Spraw Obywatelskich, Rady Społecznej przy Premierze RP (2002–2005), Komitetu Nauk o Pracy i Polityce Społecznej PAN, Komitetu Socjologii PAN oraz doradcą społecznym ds. problematyki socjologicznej w zespole działającym przy Prezydencie Miasta Łodzi (od 2010).

## Odznaczenia
Odznaczona została m.in.: Krzyżem Kawalerskim Orderu Odrodzenia Polski (2013), Medalem Komisji Edukacji Narodowej (2001) oraz Złotym Krzyżem Zasługi (1989). Otrzymała Medal na 50-lecie Wydziału Ekonomiczno-Socjologicznego UŁ (2015), Medal Uniwersytet Łódzki w Służbie Społeczeństwa i Nauki (1991) oraz Złotą Odznakę UŁ.